# Mapo (métro de Séoul)
Pour les articles homonymes, voir Mapo.
Mapo est une station sur la ligne 5 du métro de Séoul, dans l'arrondissement de Mapo-gu.